# Северо-Кавказская советская республика
Се́веро-Кавка́зская сове́тская респу́блика — советская республика в составе РСФСР, существовавшая в период с 7 июля 1918 года по 11 января 1919 года.
Провозглашена 1-м съездом Советов Северного Кавказа в Екатеринодаре 7 июля 1918 года. Объединяла Кубано-Черноморскую, Ставропольскую и Терскую советские республики. Избран ЦИК Северо-Кавказской Советской Республики, председатель — А. И. Рубин. Вооруженными силами республики руководил Революционный военный совет, председатель — Ян Васильевич Полуян (1891—1937). Терская советская республика осталась самостоятельной единицей.
Столица — Екатеринодар. С 17 августа 1918 года, после взятия города Добровольческой армией Деникина — перенесена в Пятигорск.
С захватом к концу 1918 белогвардейцами значительной части республики, Северо-Кавказская советская республика прекратила своё существование. 11 января 1919 года ВЦИК РСФСР принял постановление о её упразднении.

## Денежные знаки Северокавказской Советской Республики
- 10 рублей. Аверс. 1918.
- 10 рублей. Реверс. 1918.
- 25 рублей. Аверс. 1918.
- 25 рублей. Реверс. 1918.